# Mitchell Schwartz
Pour les articles homonymes, voir Schwartz.
(en) Statistiques sur pro-football-reference
Mitchell Bryan Schwartz (né le 8 juin 1989 à Pacific Palisades) est un joueur américain de football américain évoluant à la position d'offensive tackle. 
Son frère, Geoff Schwartz, a également joué dans la NFL comme lineman offensif.

## Biographie

### Jeunesse
Schwartz étudie à la Palisades Charter High School. Jouant dans l'équipe de football américain, Rivals.com le classe trois étoiles sur cinq après son cursus lycéen.

### Carrière universitaire
Il entre à l'université de Californie à Berkeley en 2007. Il est très vite nommé titulaire et dispute sur quatre saisons, 51 matchs comme titulaire, majoritairement comme tackle gauche.

### Carrière professionnelle
Mitchell Schwartz est sélectionné au deuxième tour de la draft 2012 de la NFL par les Browns de Cleveland au 37e rang. Il est désigné titulaire au poste de tackle droit lors du début de la saison 2012.
Après quatre saisons avec les Browns avec lesquels il n'a pas manqué le moindre snap offensif, il signe un contrat de 5 ans pour 33 millions de dollars avec les Chiefs de Kansas City en mars 2016.
Il remporte avec les Chiefs le Super Bowl LIV après qu'ils ont vaincu les 49ers de San Francisco.
Il est libéré par les Chiefs en mars 2021, après cinq saisons avec l'équipe.